# Alexandru Hoțopan
Alexandru Hoțopan, (Sándor Hocopán, în maghiară), (n. 31 ianuarie 1937, Micherechi, Ungaria – d. 2007) a fost un etnograf, culegător de folclor și scriitor român din Ungaria.

## Opera
- Poveștile lui Mihai Purdi, Budapesta, Editura Didactică, 1977.
- Florian. Poveștile lui Teodor Șimonca, ediție bilingvă, Békéscsaba, 1981.
- Împăratu Roșu și Împăratu Alb. Poveștile lui Teodor Șimonca, Budapesta, Editura Didactică, 1982.
- Világ szépe és világ gyönyörűje. Magyarországi román népmesék. Purdi Mihály meséi (Frumosu' lumii și mândra lumii. Povești românești din Ungaria. Poveștile lui Mihai Purdi), traducerea în limba maghiară de Ignácz Rózsa, postfață și note de Kovács Ágnes, Budapest, Európa Könyvkiadó, 1982.